# Irmgard Kern
Irmgard Kern, geborene Freiin von Keyserlingk, (* 19. Juli 1870 in Stettin; † 6. Juni 1963 in Vevey) war eine deutsche Schriftstellerin, die auch unter den Pseudonymen Hans Kern und Lorenz Gabriel publizierte.

## Leben
Irmgard von Keyserlingk war eine Tochter des Generals Ewald von Keyserlingk, der Marineoffizier Walter von Keyserlingk war ein Bruder. Wegen häufiger Versetzungen des Vaters verbrachte sie ihre Kindheit und erste Jugend in Mainz und Wiesbaden, dann in Glogau und Kassel, zuletzt wieder in Wiesbaden, wo sie 1895 den Diplomaten Hans Kern heiratete, mit dem sie nach Liverpool ging, wo er deutscher Konsul war, und später nach München, wo er 1939 starb. Sie arbeitete einige Zeit für Zeitschriften wie die Jugendblätter, die Kinderlaube und die Allgemeine Modenzeitung. In den letzten Jahrzehnten ihres Lebens veröffentlichte sie nicht mehr.

## Werke
- Tangenten. Novellen. Pierson, Dresden 1897.
- Reine Toren. Roman aus Baireuth. Verlag der Frauen-Rundschau, Leipzig 1903.